# Come to Me (песня Diddy)
««Come to Me»» (рус. "Подойди ко мне") — первый сингл, выпущенный с альбома Дидди Press Play в 2006 году. Он записан при участии поп/R&B-певицы Николь Шерзингер, главной солистки группы The Pussycat Dolls, и является её первым сольным выступлением вне группы.

## История
В «Come to Me» фигурирует недооцененная демоверсия песни Keak da Sneak «Hyphy». Телефон, бросающийся в глаза в начале видео — Nokia 8800 (который ещё не был работоспособен на момент съемок видео).
Регги-ремикс на песню просочился на радиостанцию Syracuse, штат Нью-Йорк, в конце сентября 2006 года. Ремикс записан при участии Elephant Man. Другой ремикс на песню записан при участии Notorious B.I.G. Официальный ремикс был выпущен при участии Николь Шерзингер, Yung Joc, T.I. и Young Dro.

## Появление в чарте
«Come to Me» дебютировал в американском Billboard Hot 100 93 строчкой, достигнув пика на 9 на восьмой неделе пребывания в чарте. Он дебютировал американском Billboard Hot 100 93 строчкой вследствие его незначительных цифровых загрузок, но его умеренные выпуски в эфир протолкнули его на 25 позицию с самым высоким прыжком в Hot 100. Получив высокие продажи сингла в США, «Come to Me» достигла пика на 9 строчке в американском Billboard Hot 100 Singles Sales. «Come to Me» также заработал высокое количество цифровых загрузок, достигнув пика на 15 строчке в американском Billboard Hot Digital Songs.

## Список композиций
1. «Come To Me» (Radio Version) (featuring Nicole Scherzinger) — 4:01
2. «Come To Me» (Mix Show Clean) (featuring Nicole Scherzinger) — 4:34
3. «Come To Me» (Mix Show Dirty) (featuring Nicole Scherzinger) — 4:34
4. «Come To Me» (Instrumental Version) — 4:33
5. «Come To Me» (Call Out Hook) — 0:14

## Клип
Видео к песне вышло в свет на BET’s Access Granted 8 августа 2006 года. Она также достигла пика на 13 строчке в чарте Hot R&B/Hip-Hop Songs. Песня попала в чарт BET’s 106 & Park, где достигла пика на 4 строчке, и достигла 1 номера в MTV’s Sucker Free. 7 сентября 2006 «Come to Me» попала в топ-10 в американском онлайн-магазине iTunes Music Store.
Дидди исполнил «Come To Me» с Кэсси Вентурой на MTV Europe Music Awards в 2006, а также на предматчевом шоу к открытию игры сезона NFL 2006 года между «Miami Dolphins» и «Pittsburgh Steelers» на Heinz Field в Питтсбурге, Пенсильвания. Он также исполнил песню несколько раз с Danity Kane. Ко всему прочему, он исполнил её три раза с Николь Шерзингер.
И по сей день «Come to Me» остаётся самым успешным синглом из альбома Press Play в США и по всему миру.

## Чарты
| Чарт (2006)                          | Наивысшая позиция |
| ------------------------------------ | ----------------- |
| Australian ARIA Singles Chart        | 11                |
| Austrian Singles Chart               | 8                 |
| Belgian Singles Chart                | 25                |
| Danish Singles Chart                 | 3                 |
| Finnish Singles Chart                | 7                 |
| French Singles Chart                 | 15                |
| German Singles Chart                 | 6                 |
| Irish Singles Chart                  | 3                 |
| Italian Singles Chart                | 17                |
| New Zealand RIANZ Singles Chart      | 9                 |
| Romanian Singles Chart               | 23                |
| Swedish Singles Chart                | 44                |
| Swiss Singles Chart                  | 3                 |
| UK Singles Chart                     | 4                 |
| U.S. Billboard Hot 100               | 9                 |
| U.S. Billboard Hot R&B/Hip-Hop Songs | 13                |
| U.S. Billboard Pop 100               | 16                |